# The Oxford Murders
The Oxford Murders és una pel·lícula del 2008 dirigida per Álex de la Iglesia i protagonitzada per Elijah Wood i John Hurt, coproduïda per Espanya, Regne Unit i França, i basada en la novel·la argentina Crímenes imperceptibles.

## Argument
En Martin (Elijah Wood) és un estudiant estatunidenc que arriba a Oxford perquè el prestigiós Arthur Seldom (John Hurt) li dirigeixi la tesi. El que no imagina és que quan la seva llogatera (Anna Massey) aparegui morta, alumne i professor es veuran capficats en la resolució d'un crim on l'assassí no cessa de deixar-los pistes.

## Crítica
Álex de la Iglesia adapta a la pantalla gran la novel·la de Guillermo Martínez, Crímenes imperceptibles, amb una estètica a mig camí entre els thrillers de Hollywood i els clàssics del cinema negre. Es mostra com un director de culte a Espanya gràcies als seus inicis (El día de la bestia, La Comunidad), tot i que també va haver de suportar fracassos, com 800 balas. Rodada en anglès, The Oxford Murders planteja la resolució d'un misteri, però l'espectador també està convidat a reflexionar sobre aspectes més transcendentals com l'existència d'una lògica amagada que ordena la realitat. Als Estats Units fou valorada com una de les pitjors pel·lícules espanyoles de la història estrenades en cinemes americans, criticant durament les interpretacions d'Elijah Wood, de John Hurt i de Leonor Watling.

## Repartiment
- John Hurt - Arthur Seldom
- Elijah Wood - Martin
- Leonor Watling - Lorna
- Julie Cox - Beth
- Dominique Pinon - Frank
- Burn Gorman - Yuri Ivanovitch Podorov
- Jim Carter - Inspector Petersen
- Anna Massey - Mrs. Eagleton
- Alex Cox - Kalman
- Tom Frederic - Ludwig Wittgenstein
- Roque Baños - director
- Alan David - Mr. Higgins
- Tim Wallers - advocat defensor
- Ian East - Howard Green
- Charlotte Asprey - dona de Howard Green

## Premis i nominacions

### Premis
- 2009: Goya a la millor música original per Roque Baños
- 2009: Goya al millor muntatge per Alejandro Lázaro
- 2009: Goya a la millor direcció de producció per Rosa Romero

### Nominacions
- 2009: Goya a la millor pel·lícula
- 2009: Goya al millor director per Álex de la Iglesia
- 2009: Goya al millor guió adaptat per Jorge Guerricaechevarría i Álex de la Iglesia